# Åke Hörnell
Åke Gunnar Hörnell, född 15 augusti 1948, är en svensk ingenjör och uppfinnare.
Åke Hörnell utbildade sig till ingenjör i elektroteknik på Chalmers tekniska högskola i Göteborg, med examen 1972. Han började forska på tillämpning av LCD-teknologi på Chalmers och utvecklade ett glas som reagerar vid vissa ljusförhållanden. Han såg potentialen och utvecklade 1976 den automatiskt nedbländande svetshjälmen Speedglas som bländar ner automatiskt när svetsaren arbetar. 
Efter det att svetsföretaget ESAB inte visat sig intresserat av att utveckla och marknadsföra en svetshjäm med LCD i glaset, flyttade han tillbaka till Dalarna och grundade 1980 Hörnell Elektrooptik, senare Hörnell International AB. Detta företag producerade svetshjälmar med glas som belagts med flytande kristaller och blev den största arbetsgivaren i Gagnef. År 2004 köptes företaget av 3M..
Under årens lopp har Åke Hörnell tagit ett antal patent som rör flytande kristaller.
Idag driver Åke Hörnell Aketek Industries.